# Brierfield (Alabama)
Brierfield es una área no incorporada en el condado de Bibb, Alabama, Estados Unidos.

## Historia
Brierfield fue establecido a mediados del siglo XIX y fue el sitio de una importante operación de ferretería durante y después de la Guerra de Secesión. Los eruditos creen que lleva su nombre en honor a la plantación Brierfield de Jefferson Davis, que suministró maquinaria a las primeras fábricas de hierro.
Brierfield tiene dos sitios que figuran en el Registro Nacional de Lugares Históricos, el Horno Brierfield y Montebrier.

## Geografía
Brierfield tiene una altitud de 377 pies (115 m).